# 4182 Mount Locke
4182 Mount Locke eller 1951 JQ är en asteroid i huvudbältet som upptäcktes den 2 maj 1951 av McDonald-observatoriet. Den är uppkallad efter en av de bergstoppar McDonald-observatoriet är byggt på.
Asteroiden har en diameter på ungefär 10 kilometer och den tillhör asteroidgruppen Gefion.